# Luisa Stefani
Luisa Veras Stefani (n. 9 august 1997, São Paulo, São Paulo, Brazilia) este o jucătoare profesionistă de tenis braziliană specializată la jocul de dublu. Ea este prima jucătoare din Brazilia care a ajuns în top 10 WTA. La 1 noiembrie 2021 a urcat pe locul 9 mondial la dublu. Cea mai bună clasare la simplu este locul 431 mondial, la 20 mai 2019.
Stefani este medaliată cu bronz la dublu feminin la Jocurile Olimpice de la Tokyo 2020. Reprezentând Brazilia, ea s-a asociat cu Laura Pigossi pentru a învinge perechea Veronika Kudermetova și medaliata cu aur en-titre Elena Vesnina în meciul pentru medalia de bronz. Stefani și Pigossi au primit intrarea la Jocurile Olimpice cu doar o săptămână înainte de deschiderea Jocurilor din 2020, Stefani fiind pe locul 23 mondial în clasamentul de dublu și Pigossi pe locul 190, și au jucat împreună o dată, o înfrângere la Fed Cup 2020 și totuși au devenit primii brazilieni care au obținut o medalie olimpică la tenis, depășind performanța lui Fernando Meligeni⁠(en)[traduceți], care a ocupat locul 4 la simplu masculin în 1996.
A câștigat Australian Open 2023 la dublu mixt alături de compatriotul său Rafael Matos.